# Бронув (Сілезьке воєводство)
Бронув (пол. Bronów, нім. Braunau) — село в Польщі, у гміні Чеховиці-Дзедзиці Бельського повіту Сілезького воєводства.
Населення — 1059 осіб (2011).

## Демографія
Демографічна структура станом на 31 березня 2011 року:
|          | Загалом | Допрацездатний вік | Працездатний вік | Постпрацездатний вік |
| -------- | ------- | ------------------ | ---------------- | -------------------- |
| Чоловіки | 532     | 129                | 352              | 51                   |
| Жінки    | 527     | 128                | 301              | 98                   |
| Разом    | 1059    | 257                | 653              | 149                  |